# M712 Copperhead
M712 CLGP (Cannon Launched Guided Projectile, Copperhead) – amerykański przeciwpancerny naprowadzany laserowo pocisk artyleryjski. Pocisk został opracowany w latach 70 XX w. i był pierwszą produkowaną seryjnie konstrukcją w swojej klasie. Pocisk był produkowany także na licencji w Niemczech. 

## Historia

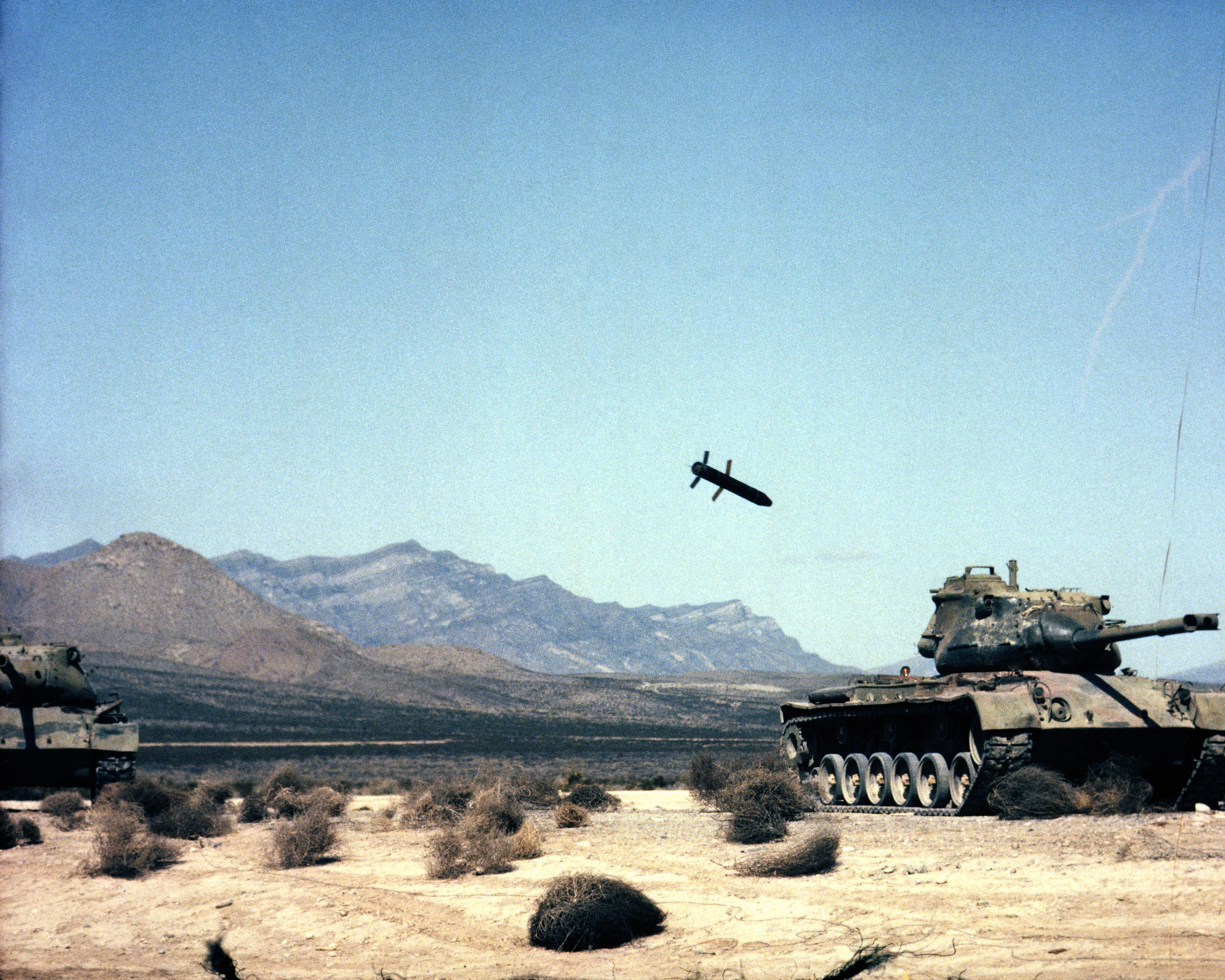
M712 Copperhead tuż przed uderzeniem w cel

W 1972 roku w Stanach Zjednoczonych rozpoczęto prace, których celem było zbudowanie naprowadzanego pocisku artyleryjskiego, wyposażonego w głowicę kumulacyjną, przeznaczonego do rażenia czołgów przeciwnika. Projekt kontynuowano w latach 1975–1979 i zakończył się on opracowaniem i wprowadzeniem do linii w grudniu 1982 roku pocisku M712 Copperhead. Pocisk przeznaczony był do wystrzeliwania ze standardowych amerykańskich dział kalibru 155 mm. Dzięki ograniczeniu prędkości wylotowej pocisku do 210 m/s, konstruktorom udało się ograniczyć przeciążenie oddziałujące na pocisk do wartości rzędu 8000 G. Cel w który miał trafić Copperhead musiał być oświetlony wiązką lasera. Gdy odbite od celu światło lasera zostanie zlokalizowane przez głowice wyposażoną w układ optyczny z filtrem przepuszczającym światło o ściśle określonej częstotliwości, system naprowadzania za pomocą korekty toru lotu naprowadza pocisk na cel. System wymagał podświetlania celu przez co najmniej 13 sekund. Stwarzało to duże zagrożenie dla operatora wiązki naprowadzającej. W drugiej połowie lat 80. XX wieku radzieckie czołgi zaczęto wyposażać w systemy wykrywające oświetlanie wiązką laserową, kierunek skąd była używana oraz jej rodzaj. Przed wystrzeleniem, obsługa działa musiała zaprogramować pocisk na odbiór odpowiedniego kodu wiązki laserowej, pozwalało to uniknąć ewentualnego zakłócania ze strony przeciwnika. Przeprowadzane w warunkach poligonowych testy wykazały 95% skuteczność pocisku. Czynniki wpływające na pogorszenie skuteczności to niekorzystne warunki atmosferyczne takie jak mgła, deszcz czy też niska podstawa chmur. Bojowo M712 został użyty podczas I wojny w Zatoce Perskiej w 1991 roku. Wystrzelono wówczas 90 pocisków, odnotowano wówczas fakt brak trafienia przez cztery pociski Copperhead nieruchomego celu oświetlonego wiązką laserową. Po wyprodukowaniu 25 000 pocisków produkcję zakończono w 1989 roku z powodu wysokich kosztów.